# Novum (Procol Harum)
Novum is een studioalbum van Procol Harum. Procol Harum had in 2017 al veertien jaar geen nieuw werk uitgebracht. In die periode toerde de band af en toe en verscheen bijna hun gehele oeuvre in geremasterde versies op de markt, inclusief een boxset. De leider Gary Brooker trok met de bandleden de Angelic en Rimshot geluidsstudio’s in om een nieuwe plaat op te nemen. In plaats van de haast vaste Procol-Harumtekstschrijver Keith Reid schakelde Brooker tekstschrijver Pete Brown in, die eerder schreef voor Cream.
De band gaf na de uitgifte van het album een aantal promotieconcerten in West-Europa, waarbij de band ook Nederland aandeed, waaronder het Cultuurpodium Boerderij. Het album schampte een aantal albumlijsten al zij het meestal maar voor een week.

## Musici
- Gary Brooker – piano, accordeon, zang
- Josh Philips – hammondorgel
- Geoff Whitehorn – gitaar
- Matt Pegg – basgitaar
- Geoff Dunn – drumstel

## Muziek
| Nr. | Titel                                                                 | Duur |
| --- | --------------------------------------------------------------------- | ---- |
| 1.  | I told on you (Brooker, Brown, Philips, Procol Harum)                 | 5:33 |
| 2.  | Last chance hotel (Brooker, Brown, Philips, Procol Harum)             | 4:48 |
| 3.  | Image of the beast (Brooker, Brown, Philips, Whitehorn, Procol Harum) | 4:56 |
| 4.  | Soldier (Brooker, Philips, Procol Harum)                              | 5:28 |
| 5.  | Don’t get caught (Brooker, Brown, Philips, Procol Harum)              | 5:12 |
| 6.  | Neighbour (Brooker, Brown, Philips, Procol Harum)                     | 2:46 |
| 7.  | Sunday morning (Brooker, Brown, Philips, Procol Harum)                | 5:28 |
| 8.  | Businessman (Brooker, Brown, Philips, Procol Harum)                   | 4:45 |
| 9.  | Can’t say that (Brooker, Brown, Philips, Procol Harum)                | 7:13 |
| 10. | The only one (Brooker, Brown, Philips, Procol Harum)                  | 6:10 |
| 11. | Somewhen (Brooker)                                                    | 3:47 |